# SIAM Journal on Discrete Mathematics
SIAM Journal on Discrete Mathematics is een internationaal, aan collegiale toetsing onderworpen wetenschappelijk tijdschrift op het gebied van de toegepaste wiskunde. De naam wordt in literatuurverwijzingen meestal afgekort tot SIAM J. Discrete Math., terwijl informeel de afkorting SIDMA gebruikt wordt. Het wordt uitgegeven door de Society for Industrial and Applied Mathematics (SIAM) en verschijnt 4 keer per jaar.
SIDMA is opgericht in 1988 om, samen met het gelijktijdig opgerichte SIAM Journal on Matrix Analysis and Applications, te dienen als opvolger van SIAM Journal on Algebraic and Discrete Methods.